# De Duinen
De Duinen is een landgoed van 10 hectare ten oosten van Paterswolde, met daarop een gelijknamig landhuis uit begin 19e eeuw. Het gebied is licht glooiend doordat er in de ijstijd plaatselijk dikke lagen dekzand zijn afgezet. Het landgoed is in de 19e eeuw in landschapsstijl aangelegd, en met het zand uit de vijver (in de vorm van een vis) zijn de duintjes nog wat opgehoogd.
In 1990 erfde Natuurmonumenten het landgoed en restaureerde het landhuis. Het landgoed heeft een beschermde erfgoed status, en is sinds 2006 in particulier bezit.
Op het landgoed staan veel rododendrons, en een aantal hoge beuken waaronder weinig groeit. Hier komt de holenduif, grote bonte specht en rosse vleermuis veel voor.